# Klik (maandblad)
Klik is een Nederlands maandblad voor medewerkers in de zorg voor mensen met een verstandelijke handicap.
Het blad bestaat sedert 1971 en informeert over alle aspecten van een verstandelijke beperking. 
Het blad bevat een nieuwsrubriek, interviews en informatie over onder meer de psychologische, juridische, medische en praktische kanten van het werk in de gehandicaptenzorg. Van tijd tot tijd verschijnen er themanummers. 
Het blad wordt uitgegeven door MYbusinessmedia.